# Барајаку (Мехединци)
Барајаку (рум. Bârâiacu) насеље је у Румунији у округу Мехединци у општини Поноареле. Oпштина се налази на надморској висини од 555 m.

## Становништво
Према подацима из 2002. године у насељу је живело 314 становника, од којих су сви румунске националности.